# Cynanchum sessiliflorum
Cynanchum sessiliflorum là một loài thực vật có hoa trong họ La bố ma. Loài này được (Decne.) Liede mô tả khoa học đầu tiên năm 1992.